# Associazione Calcio Femminile Brescia Femminile 2008-2009
Questa voce raccoglie le informazioni riguardanti l'Associazione Calcio Femminile Brescia Femminile nelle competizioni ufficiali della stagione 2008-2009.

## Divise e sponsor
La tenuta della squadra ripropone lo schema già utilizzato precedentemente simile nella grafica a quello adottato dal Brescia maschile, la prima con maglia a blu con una V bianca abbinata a calzoncini bianchi e calzettoni blu, la seconda a colori invertiti, con V blu sulla maglia bianca. Lo sponsor principale è Ostilio Mobili.
|  | 1ª divisa |  | 2ª divisa |

## Organigramma societario
Tratto dal sito Football.it
Area amministrativa
- Presidente: Giuseppe Cesari
- Vice Presidente: Rosangela Visentin
- Segretario generale: Silvio Cavalleri

Area tecnica
- Allenatore: Ilaria Rivola
- Allenatore in seconda: Alessandro Mondini

## Rosa
Rosa e ruoli tratti dal sito Football.it.
| N. |                   | Ruolo | Calciatrice         |
| -- | ----------------- | ----- | ------------------- |
|    | Italia (bandiera) | P     | Clara Carminati     |
|    | Italia (bandiera) | P     | Francesca Cavagna   |
|    | Italia (bandiera) | P     | Laura Temponi       |
|    | Italia (bandiera) | D     | Elisabetta Bonzanni |
|    | Italia (bandiera) | D     | Alessia Castrezzati |
|    | Italia (bandiera) | D     | Samantha Ceroni     |
|    | Italia (bandiera) | D     | Erica Lonati        |
|    | Italia (bandiera) | D     | Mariangela Mondini  |
|    | Italia (bandiera) | D     | Valeria Oneda       |
|    | Italia (bandiera) | D     | Francesca Pietracci |
|    | Italia (bandiera) | D     | Stefania Zanoletti  |
|    | Italia (bandiera) | D     | Elisa Zizioli       |

| N. |                   | Ruolo | Calciatrice       |
| -- | ----------------- | ----- | ----------------- |
|    | Italia (bandiera) | C     | Lisa Alborghetti  |
|    | Italia (bandiera) | C     | Ilaria Bresciani  |
|    | Italia (bandiera) | C     | Valentina Cernoia |
|    | Italia (bandiera) | C     | Sara D'Alessio    |
|    | Italia (bandiera) | C     | Barbara Dapor     |
|    | Italia (bandiera) | C     | Arianna Dudine    |
|    | Italia (bandiera) | C     | Roberta Miranda   |
|    | Italia (bandiera) | C     | Karin Previtali   |
|    | Italia (bandiera) | C     | Naila Ramera      |
|    | Italia (bandiera) | C     | Eva Tavelli       |
|    | Italia (bandiera) | A     | Susanna Manzoni   |
|    | Italia (bandiera) | A     | Rajka Previtali   |

## Calciomercato

### Sessione estiva
| Acquisti | Acquisti           | Acquisti | Acquisti   |
| R.       | Nome               | da       | Modalità   |
| -------- | ------------------ | -------- | ---------- |
| D        | Samantha Ceroni    | Atalanta | svincolata |
| D        | Stefania Zanoletti | Atalanta | svincolata |
| D        | Elisa Zizioli      | Atalanta | svincolata |
| C        | Sara D'Alessio     | Reggiana | svincolata |
| C        | Arianna Dudine     | Riozzese | svincolata |
| C        | Naila Ramera       | Atalanta | svincolata |

| Cessioni | Cessioni | Cessioni | Cessioni |
| R.       | Nome     | a        | Modalità |
| -------- | -------- | -------- | -------- |
|          |          |          |          |

## Risultati

### Serie A2

#### Girone di andata
| Arbitro: | Christian Lodi (Crema) |

|                             |           |               |
| Ramera 35’ R. Previtali 57’ | Marcatori | 15’ Coppolino |

| Arbitro: | Andrea Tardino (Milano) |

|                         |           |                                              |
| Leoncini 2’ Colombo 50’ | Marcatori | 20’, 25’ Ramera 60’ Zizioli 87’ R. Previtali |

#### Girone di ritorno
| Arbitro: | Davide Sonetti (Genova) |

|               |           |                  |
| Coppolino 73’ | Marcatori | 16’, 48’ Manzoni |

| Arbitro: | Massimiliano Zappella (Bergamo) |

|                          |           |               |
| Ramera 20’ Zanoletti 27’ | Marcatori | 35’ Ardemagni |

### Coppa Italia

#### Prima fase
| Almenno San Salvatore 7 settembre 2008 | Atalanta | 5 – 1 | Brescia | Stadio comunale |

| Bettole di Buffalora, Brescia 14 settembre 2008 | Brescia | 0 – 5 | Bardolino Verona | Stadio A. Pasotti M. Rigamonti |

| Trento 28 settembre 2008 | Trento | 2 – 4 | Brescia | Centro sportivo "Melta" |

| Bettole di Buffalora, Brescia 11 gennaio 2009 | Brescia | 1 – 0 | Mozzanica | Stadio A. Pasotti M. Rigamonti |

## Statistiche

### Statistiche di squadra
| Competizione | Punti | In casa | In casa | In casa | In casa | In casa | In casa | In trasferta | In trasferta | In trasferta | In trasferta | In trasferta | In trasferta | Totale | Totale | Totale | Totale | Totale | Totale | DR  |
| Competizione | Punti | G       | V       | N       | P       | Gf      | Gs      | G            | V            | N            | P            | Gf           | Gs           | G      | V      | N      | P      | Gf     | Gs     | DR  |
| ------------ | ----- | ------- | ------- | ------- | ------- | ------- | ------- | ------------ | ------------ | ------------ | ------------ | ------------ | ------------ | ------ | ------ | ------ | ------ | ------ | ------ | --- |
| Serie A      | 53    | 11      | 9       | 0       | 2       | 26      | 11      | 11           | 8            | 2            | 1            | 29           | 15           | 22     | 17     | 2      | 3      | 55     | 26     | +29 |
| Coppa Italia | -     | 2       | 1       | 0       | 1       | 1       | 5       | 2            | 1            | 0            | 1            | 5            | 7            | 4      | 2      | 0      | 2      | 6      | 12     | -6  |
| Totale       | -     | 13      | 10      | 0       | 3       | 27      | 16      | 13           | 9            | 2            | 2            | 34           | 22           | 26     | 19     | 2      | 5      | 61     | 38     | +23 |

### Statistiche delle giocatrici
| Giocatore      | Serie A  | Serie A | Serie A     | Serie A    | Coppa Italia | Coppa Italia | Coppa Italia | Coppa Italia | Totale   | Totale | Totale      | Totale     |
| Giocatore      | Presenze | Reti    | Ammonizioni | Espulsioni | Presenze     | Reti         | Ammonizioni  | Espulsioni   | Presenze | Reti   | Ammonizioni | Espulsioni |
| -------------- | -------- | ------- | ----------- | ---------- | ------------ | ------------ | ------------ | ------------ | -------- | ------ | ----------- | ---------- |
| L. Alborghetti | 4        | 1       | 0           | 0          | ?            | ?            | ?            | ?            | 4+       | 1+     | 0+          | 0+         |
| E. Bonzanni    | 12       | 0       | 1           | 0          | ?            | ?            | ?            | ?            | 12+      | 0+     | 1+          | 0+         |
| E. Bresciani   | 5        | 1       | 0           | 0          | ?            | ?            | ?            | ?            | 5+       | 1+     | 0+          | 0+         |
| C. Carminati   | 7        | -6      | 1           | 0          | ?            | ?            | ?            | ?            | 7+       | -6+    | 1+          | 0+         |
| A. Castrezzati | 1        | 0       | 0           | 0          | ?            | ?            | ?            | ?            | 1+       | 0+     | 0+          | 0+         |
| F. Cavagna     | 14       | -19     | 0           | 0          | ?            | ?            | ?            | ?            | 14+      | -19+   | 0+          | 0+         |
| V. Cernoia     | 19       | 2       | 1           | 1          | ?            | ?            | ?            | ?            | 19+      | 2+     | 1+          | 1+         |
| S. Ceroni      | 19       | 5       | 1           | 2          | ?            | ?            | ?            | ?            | 19+      | 5+     | 1+          | 2+         |
| S. D'Alessio   | 20       | 0       | 4           | 0          | ?            | ?            | ?            | ?            | 20+      | 0+     | 4+          | 0+         |
| B. Dapor       | 21       | 2       | 2           | 0          | ?            | ?            | ?            | ?            | 21+      | 2+     | 2+          | 0+         |
| A. Dudine      | 18       | 0       | 0           | 0          | ?            | ?            | ?            | ?            | 18+      | 0+     | 0+          | 0+         |
| E. Lonati      | 1        | 0       | 1           | 0          | ?            | ?            | ?            | ?            | 1+       | 0+     | 1+          | 0+         |
| S. Manzoni     | 21       | 12      | 0           | 0          | ?            | ?            | ?            | ?            | 21+      | 12+    | 0+          | 0+         |
| R. Miranda     | 19       | 3       | 0           | 0          | ?            | ?            | ?            | ?            | 19+      | 3+     | 0+          | 0+         |
| M. Mondini     | 1        | 0       | 0           | 0          | ?            | ?            | ?            | ?            | 1+       | 0+     | 0+          | 0+         |
| V. Oneda       | 0        | 0       | 0           | 0          | ?            | ?            | ?            | ?            | 0+       | 0+     | 0+          | 0+         |
| F. Pietracci   | 22       | 0       | 2           | 0          | ?            | ?            | ?            | ?            | 22+      | 0+     | 2+          | 0+         |
| K. Previtali   | 19       | 2       | 1           | 0          | ?            | ?            | ?            | ?            | 19+      | 2+     | 1+          | 0+         |
| R. Previtali   | 16       | 6       | 1           | 0          | ?            | ?            | ?            | ?            | 16+      | 6+     | 1+          | 0+         |
| N. Ramera      | 15       | 10      | 2           | 0          | ?            | ?            | ?            | ?            | 15+      | 10+    | 2+          | 0+         |
| E. Tavelli     | 9        | 1       | 0           | 0          | ?            | ?            | ?            | ?            | 9+       | 1+     | 0+          | 0+         |
| L. Temponi     | 1        | 0       | 0           | 0          | ?            | ?            | ?            | ?            | 1+       | 0+     | 0+          | 0+         |
| S. Zanoletti   | 17       | 2       | 3           | 0          | ?            | ?            | ?            | ?            | 17+      | 2+     | 3+          | 0+         |
| E. Zizioli     | 22       | 4       | 2           | 0          | ?            | ?            | ?            | ?            | 22+      | 4+     | 2+          | 0+         |